# Antonio Barrutia
Antonio Barrutia Iturriagoitia (Iurreta, 13 giugno 1933 – 13 luglio 2021) è stato un ciclista su strada, ciclocrossista e dirigente sportivo spagnolo. Professionista dal 1952 al 1966, vinse cinque tappe alla Vuelta a España; fu poi direttore sportivo per formazioni professionistiche.

## Carriera
Buon corridore, nel corso della sua carriera ottenne varie affermazioni, in particolare alla Vuelta a España, corsa in cui ottenne cinque vittorie di tappa (una nelle edizioni 1959, 1960 e 1962, due nel 1963), alla Vuelta a la Rioja, al Circuito de Getxo, alla Subida al Naranco, alla Subida a Arrate e al Gran Premio de la Bicicleta Eibarresa. Colse anche sei vittorie nel ciclocross, tra cui per due volte, nel 1955 e nel 1961, il titolo nazionale spagnolo.
Era fratello minore di Cosme Barrutia, anch'egli ciclista professionista dal 1949 al 1960.